# 下牧村
下牧村（しもまきむら）は、かつて岐阜県武儀郡にあった村である。
村名は、この地域の昔からの通称「牧谷」の下流側に位置することに由来する。
現在の美濃市の北西部、板取川沿い、及び片知川沿いの村である。

## 歴史
- 江戸時代末期、この地域は尾張藩領であった。
- 1897年（明治30年）4月1日 - 長瀬村、片知村、蕨生村、神洞村が合併し発足。
- 1954年（昭和29年）4月1日 - 美濃町、洲原村、上牧村、大矢田村、藍見村、中有知村と合併し美濃市が発足。同日下牧村廃止。

## 教育
- 下牧村立長瀬小学校
- 下牧村立蕨生小学校
- 下牧村立神洞小学校
- 下牧村立片知小学校[1]
- 下牧村立片知小学校板山分校（2003年廃校）
- 下牧村立下牧中学校（1965年に統合。現・美濃市立美濃北中学校）

## 神社・仏閣
- 金峰神社
- 板山神社
- 籠神社